# Igor Kováč
Igor Kováč (Krompachy, 12 maggio 1969) è un ex ostacolista slovacco, fino al 1992 cecoslovacco.

## Palmarès

### Mondiali
- 1 medaglia:
  - 1 bronzo (Atene 1997 nei 110 metri ostacoli)